# World Games 2025/Teilnehmer (El Salvador)
| Gelbes Symbol für Goldmedaillen mit stilisierten Olympischen Ringen | Graues Symbol für Silbermedaillen mit stilisierten Olympischen Ringen | Braundes Symbol für Bronzemedaillen mit stilisierten Olympischen Ringen |
| ------------------------------------------------------------------- | --------------------------------------------------------------------- | ----------------------------------------------------------------------- |
| 2                                                                   | —                                                                     | —                                                                       |

El Salvador nahm an den World Games 2025 mit einer Athletin teil.

## Medaillen

### Medaillenspiegel
| Rang   | Sportart            | Gold | Silber | Bronze | Gesamt |
| ------ | ------------------- | ---- | ------ | ------ | ------ |
| 1      | Inline-Speedskating | 2    | —      | —      | 2      |
| Gesamt | Gesamt              | 2    | 0      | 0      | 2      |

### Medaillengewinner
| Name/n       | Sportart            | Wettkampf             |
| ------------ | ------------------- | --------------------- |
| Gold         |                     |                       |
| Ivonne Sarai | Inline-Speedskating | 200 m Zeitfahren Bahn |
| Ivonne Sarai | Inline-Speedskating | 100 m Sprint Straße   |

## Teilnehmer nach Sportarten

### Rollsport

#### Inline-Speedskating

##### Bahn
| Athleten     | Wettbewerb       | Qualifikation | Qualifikation | Halbfinale    | Halbfinale    | Finale        | Finale        | Rang |
| Athleten     | Wettbewerb       | Zeit          | Rang          | Zeit          | Rang          | Zeit          | Rang          | Rang |
| ------------ | ---------------- | ------------- | ------------- | ------------- | ------------- | ------------- | ------------- | ---- |
| Frauen       |                  |               |               |               |               |               |               |      |
| Ivonne Sarai | 200 m Zeitfahren | 18,873 s      | 1             | —             | —             | 18,698 s      | 1             | Gold |
| Ivonne Sarai | 500 m Sprint     | 45,203 s      | 12            | ausgeschieden | ausgeschieden | ausgeschieden | ausgeschieden | 12   |
| Ivonne Sarai | 1000 m Sprint    | DNS           | DNS           | ausgeschieden | ausgeschieden | ausgeschieden | ausgeschieden | DNS  |

##### Straße
| Athleten     | Wettbewerb   | Qualifikation | Qualifikation | Halbfinale    | Halbfinale    | Finale        | Finale        | Rang |
| Athleten     | Wettbewerb   | Zeit          | Rang          | Zeit          | Rang          | Zeit          | Rang          | Rang |
| ------------ | ------------ | ------------- | ------------- | ------------- | ------------- | ------------- | ------------- | ---- |
| Frauen       |              |               |               |               |               |               |               |      |
| Ivonne Sarai | 100 m Sprint | 10,909 s      | 1             | 10,840 s      | 1             | 10,702 s      | 1             | Gold |
| Ivonne Sarai | 1 Runde      | 37,132 s      | 11            | ausgeschieden | ausgeschieden | ausgeschieden | ausgeschieden | 11   |